# Commission nationale d'héraldique
La Commission nationale d'héraldique (CNH) est un organe consultatif du ministère français de la Culture, créé en 1960, dont le rôle est de conseiller les personnes morales et physiques et de leur donner un avis sur leurs projets héraldiques.

## Historique
Créée en 1980 par une circulaire du directeur général des archives de France pour conseiller les communes et les départements dans le choix de leurs armoiries, la commission a vu ses compétences et sa composition précisées par décision ministérielle du 14 décembre 1999. Une décision ministérielle du 4 février 2015 a élargi ses missions, en lui permettant de conseiller les particuliers qui désirent créer des armoiries. Cependant, le 29 octobre 2020, une nouvelle décision ministérielle a recentré le rôle de la Commission sur les seuls projets héraldiques soumis par les collectivités territoriales.

## Missions et fonctionnement
Présidée par le directeur chargé des archives de France, elle regroupe des membres de droit représentant l'Association des maires de France, la Monnaie de Paris, la Bibliothèque nationale de France et les Archives nationales et des membres désignés par le ministre pour leur compétence en matière d'histoire, d'héraldique et de sigillographie. La CNH est le seul organisme public habilité à exercer officiellement une mission de conseil en matière d'armoiries. Pour aider les collectivités dans leur démarche, la CNH a publié en 2014 un Vade-mecum pour un blason communal.
La Commission nationale d’héraldique est également habilitée à recueillir, sous réserve du droit des tiers, les armoiries des personnes morales et physiques qui en font la demande. Ces armoiries ont vocation à figurer dans les publications de la commission.

## Composition
La commission nationale d'héraldique comprend :

1. La directrice des archives de France, présidente : Françoise Banat-Berger ;

2. Quatre membres de droit :
- le conservateur responsable du service des sceaux des Archives nationales : ?
- la directrice du département des Manuscrits de la Bibliothèque nationale de France : Isabelle Le Masne de Chermont ;
- le conservateur responsable du musée de la Monnaie : ?
- le président de l'association des maires de France ou son représentant ;

3. et cinq personnalités qualifiées nommées pour trois ans, par décision du ministre chargé de la Culture.

### Personnalités qualifiées
Les cinq personnalités qualifiées nommées en 2015 sont :
- M. Jean-Baptiste Auzel, conservateur en chef du patrimoine, directeur des archives départementales de la Manche ;
- M. Clément Blanc, chargé d’études documentaires, responsable des collections sigillographiques des Archives nationales ;
- M. Martin de Framond, conservateur en chef du patrimoine, directeur des archives départementales de Haute-Loire ;
- Mme Marie-Adélaïde Nielen, conservatrice en chef du patrimoine, département du Moyen Âge et de l’Ancien régime aux Archives nationales ;
- M. Michel Pastoureau, président de la Société française d'héraldique et de sigillographie, directeur d’études à l’École pratique des hautes études.

En 2021, Michel Pastoureau a été remplacé par Magali Lacousse, conservatrice en chef du patrimoine, département des archives privées aux Archives nationales